# 337 (szám)
A 337 (római számmal: CCCXXXVII) egy természetes szám, prímszám.

## A szám a matematikában
A tízes számrendszerbeli 337-es a kettes számrendszerben 101010001, a nyolcas számrendszerben 521, a tizenhatos számrendszerben 151 alakban írható fel.
A 337 páratlan szám, prímszám. Normálalakban a 3,37 · 102 szorzattal írható fel.
Mírp. Csillagprím.
A 337 négyzete 113 569, köbe 38 272 753, négyzetgyöke 18,35756, köbgyöke 6,95894, reciproka 0,0029674. A 337 egység sugarú kör kerülete 2117,43345 egység, területe 356 787,53608 területegység; a 337 egység sugarú gömb térfogata 160 316 532,9 térfogategység.